# Sabrina Sato
Sabrina Sato Rahal (Penápolis, 4 febbraio 1981) è una modella, danzatrice e attrice brasiliana, di origini giapponesi e libanesi. Ha cominciato la sua carriera televisiva con Big Brother Brasil 3 e col programma Pânico na Band.

## Biografia

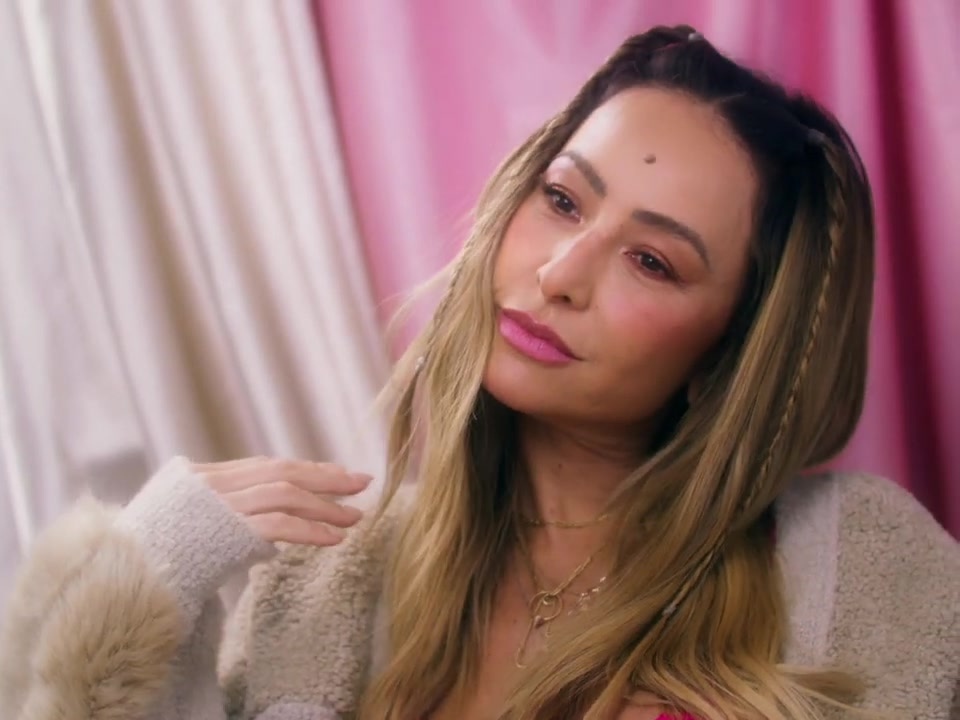
Sabrina Sato nel 2021

Nata il 4 febbraio 1981 a Penápolis, presso San Paolo, fin da piccola ha manifestato la volontà di fare l'attrice e la ballerina, iscrivendosi molto presto a corsi di teatro e danza classica nella sua città natale. Trasferitasi a sedici anni con la famiglia a San Paolo, ha studiato danza all'Università federale di Rio de Janeiro e ha iniziato la carriera da modella dopo aver firmato un contratto con l'agenzia Mega Models. Ha lavorato come ballerina nel programma Domingão do Faustão della Rede Globo. Nel 2000 è stata scelta dai lettori del giornale O Dia come garota do tempo ("ragazza del momento"). Nel 2003 ha partecipato a Big Brother Brasil 3: eliminata all'ottava settimana, è stata poi scritturata da RedeTV! per far parte del cast umoristico Pânico na TV!, dove resterà fino al 2006. Dal novembre 2010 è regina della batteria della scuola di samba Unidos de Vila Isabel. Nel 2014 è stata la partner di Caio Castro nel film A Grande Vitoria. Nel giugno 2020 ha interpretato il ruolo di Divina nella serie Reality Z su Netflix.

## Vita privata
Sabrina Sato, che ha dichiarato di essere un soggetto caratterizzato da disturbo da deficit di attenzione/iperattività, dopo aver rotto nel 2006 il fidanzamento con Carlos Alberto da Silva, per alcuni anni è stata compagna del politico Fabio Faria, diventato anche deputato federale. Nel novembre del 2016 è nata Zoe, figlia di Sabrina e dell'attore Duda Nagle. I due si sono lasciati nel 2023. Nel febbraio del 2024 Sabina Sato si è legata sentimentalmente a un uomo di 16 anni più giovane, Nicolas Prattes. Nel novembre dello stesso anno ha annunciato di aver perso il bambino che stava aspettando, al terzo mese di gravidanza. 

## Filmografia

### Cinema
- A terra encantada de Gaya - voce narrante (2002)
- A Cartomante (2004)
- O Concurso (2013)
- A Grande Vitória (2014)

### Telenovelas
- L'amore vero non si compra - comparsa (1989)
- Porto dos Milagres - comparsa (2002)

### Telefilm
- Reality Z (2020)

## Programmi TV
- Big Brother Brasil (2003)
- Panico na TV (2003-2011)
- Panico na Band (2012)
- Ilha Record (2021-)

## Servizi fotografici
- Playboy - servizio (2004)